# Tricliceras glanduliferum
Tricliceras glanduliferum là một loài thực vật có hoa trong họ Lạc tiên. Loài này được R. Fern. miêu tả khoa học đầu tiên.